# Municipio de Armstrong (Indiana)
El municipio de Armstrong (en inglés: Armstrong Township) es un municipio ubicado en el condado de Vanderburgh en el estado estadounidense de Indiana. En el año 2010 tenía una población de 1599 habitantes y una densidad poblacional de 20,91 personas por km².

## Geografía
El municipio de Armstrong se encuentra ubicado en las coordenadas 38°8′5″N 87°38′48″O / 38.13472, -87.64667. Según la Oficina del Censo de los Estados Unidos, el municipio tiene una superficie total de 76.45 km², de la cual 76,35 km² corresponden a tierra firme y (0,14 %) 0,1 km² es agua.

## Demografía
Según el censo de 2010, había 1599 personas residiendo en el municipio de Armstrong. La densidad de población era de 20,91 hab./km². De los 1599 habitantes, el municipio de Armstrong estaba compuesto por el 98,69 % blancos, el 0,25 % eran afroamericanos, el 0,38 % eran asiáticos, el 0,44 % eran de otras razas y el 0,25 % eran de una mezcla de razas. Del total de la población el 0,5 % eran hispanos o latinos de cualquier raza.